# Noticastrum marginatum
Noticastrum marginatum là một loài thực vật có hoa trong họ Cúc. Loài này được (Kunth) Cuatrec. mô tả khoa học đầu tiên năm 1969.